# Khertek Anchimaa-Toka
Khertek Amyrbitovna Anchimaa-Toka ou Chertek Amyrbitowna Antschimaa-Toka (em russo:  Хертек Амырбитовна Анчимаа-Тока) (Bay-Tayginskiy Rayon, Tannu Uriankhai, China, 1 de janeiro de 1912 – Kyzyl, Tuva, Russia, 4 de novembro de 2008) educadora e militante da política soviética (Tuva) pelo Partido Revolucionário do Povo de ideologia comunista. Quando Antschimaa-Toka nasceu, a região ainda fazia parte da China, com o nome de Tannu Uriankhai, que corresponde, em grande parte, à atual República de Tuva, além de áreas vizinhas na Rússia e uma pequena parte do moderno estado da Mongólia.

## Primeira mulher presidente(a) de um país
Formada pela Universidade Comunista dos Trabalhadores do Oriente, Antschimaa-Toka foi presidente do parlamento de Tuva e, em 1940, tornou-se a primeira mulher presidente de um país na época moderna. comandando o governo local de 6 de abril de 1940 a 11 de outubro de 1944. Tuva é, atualmente, é uma república da Federação Russa. 

## Referência bibliográfica
Enciclopédia Delta-Larousse, Grande Enciclopédia Soviética, Grande Enciclopédia Russa.